# Цаккони, Людовико
Людови́ко Цакко́ни (Дзакко́ни; итал. Ludovico Zacconi, 11 июня 1555 — 23 марта 1627) — итальянский композитор и музыкальный теоретик эпохи позднего Возрождения и раннего барокко.

## Биография
Людовико Цаккони родился в Пезаро, в области Марке. В 1568 году вступил в монашеский орден августинцев в Венеции, в 1575 году получил сан священника. С 1577 года изучал контрапункт под руководством Андреа Габриели в Венеции, в 1583—1585 годах — под руководством Тибурчио Массаини в Риме.
В 1585 году стал капельмейстером в капелле эрцгерцога Карла II в Граце и оставался на этой должности до смерти последнего в 1590 году. В 1591-95 годах служил хормейстером придворной капеллы Вильгельма Баварского в Мюнхене. Был близок с капельмейстером герцога Орландо Лассо, впечатления от общения с которым нашли отражение в его позднейших трудах. В 1592 году совершил путешествие в Венецию, где опубликовал первую часть своего главного труда — «Музыкальная практика» (Prattica di musica). После 1595 года возвратился в Италию, был проповедником в Генуе, выполнял миссии ордена августинцев. В 1622 году (или, по другим источникам, 1619) в Венеции опубликовал вторую часть «Музыкальной практики».
В последние годы жизни был настоятелем монастыря в Пезаро.